# Exocentrus cristoni
Exocentrus cristoni är en skalbaggsart som beskrevs av Stefan von Breuning 1972. Exocentrus cristoni ingår i släktet Exocentrus och familjen långhorningar.
Artens utbredningsområde är Zimbabwe. Inga underarter finns listade i Catalogue of Life.